# Иноземцев, Аким Иванович
Аким Иванович Иноземцев (1914—1944) — старший лейтенант Рабоче-крестьянской Красной Армии, участник Великой Отечественной войны, Герой Советского Союза (1944).

## Биография
Аким Иноземцев родился 7 сентября 1914 года в селе Нижний Чулым (ныне — Здвинский район Новосибирской области). После окончания семи классов школы и Томских педагогических курсов работал учителем начальной школы в посёлке Ряжский Лянинского сельского совета Здвинского района (ныне урочище на территории Краснозёрского района Новосибирской области). В 1940 году Иноземцев был призван на службу в Рабоче-крестьянскую Красную Армию. В 1941 году он окончил курсы младших лейтенантов. С декабря 1942 года — на фронтах Великой Отечественной войны. К сентябрю 1943 года старший лейтенант Аким Иноземцев командовал ротой 1161-го стрелкового полка 351-й стрелковой дивизии 56-й армии Северо-Кавказского фронта. Отличился во время освобождения Краснодарского края.
25 сентября 1943 года Иноземцев во главе штурмовой группы успешно захватил укреплённый опорный пункт немецких войск, что создало условия для прорыва советскими частями вражеской обороны к западу от села Джигинка Анапского района Краснодарского края. В дальнейшем участвовал в освобождении Крыма. 18 апреля 1944 года погиб в бою за освобождение посёлка Чоргунь (ныне — Черноречье в черте Севастополя). Похоронен в Черноречье.
Был также награждён орденами Красного Знамени и Красной Звезды.
В честь Иноземцева названы школа в Нижнем Чулыме и улица в Здвинске.